# West Highland white terrier
West highland white terrier sau Westie este o rasă dezvoltată pentru controlul păsărilor, vulpilor sau altor animale dăunătoare.

## Origine și istoric

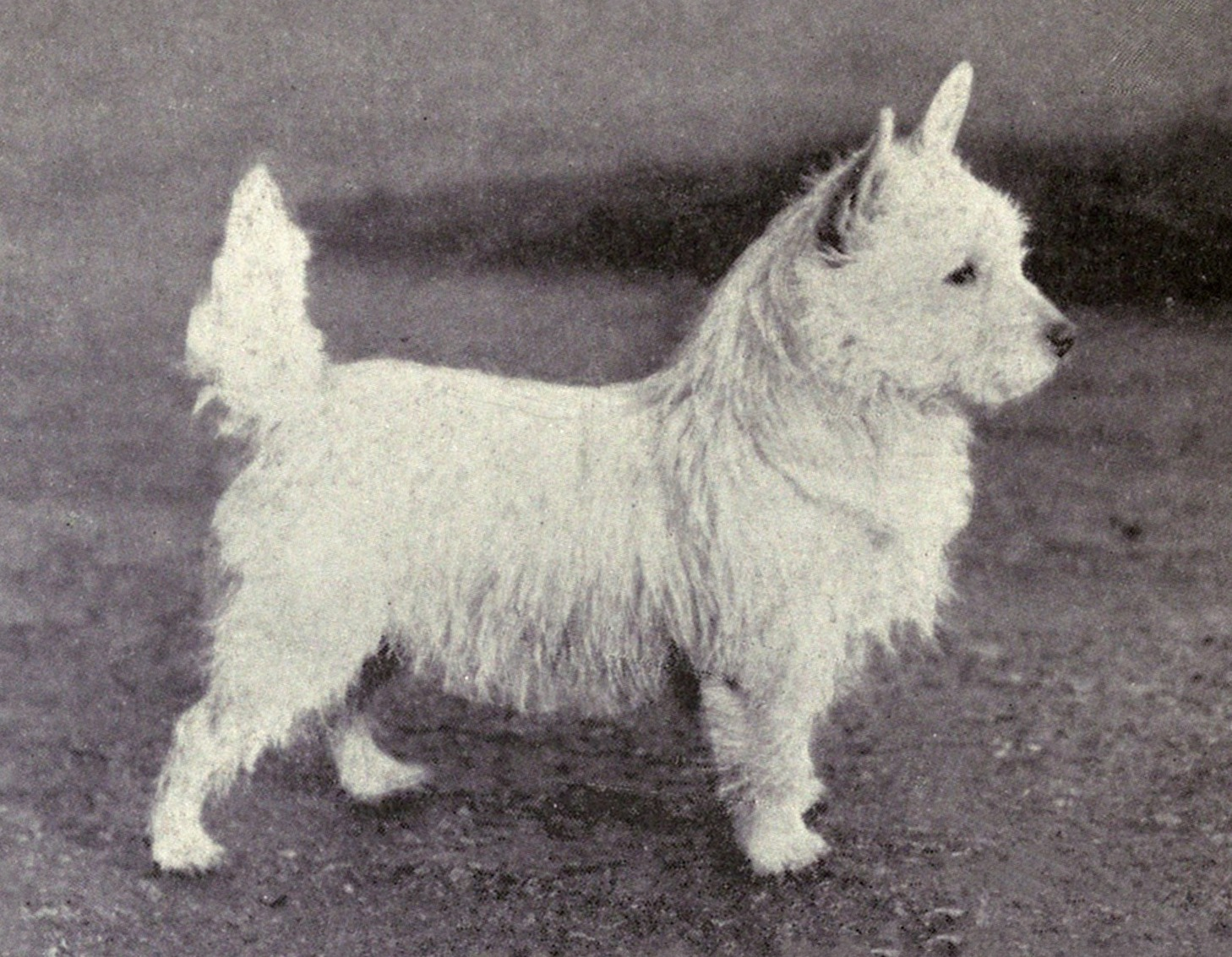
Un West Highland White Terrier in 1915

Câinele Westie este originar din Scoția și a rezultat dintr-o încrucișare selectivă a terrierilor Cairn. Se spune că rasa Westie a fost dezvoltată pentru a fi ușor de recunoscut de către vânători datorită blănii albe. Totul a început când colonelul Malcom se afla la vânătoare și, din greșeală, și-a împușcat câinele din rasa Cairn pentru că îl confundase cu o vulpe. În acel moment, a început să dezvolte un câine complet alb pentru a nu se mai repeta accidentul.

## Descriere fizică

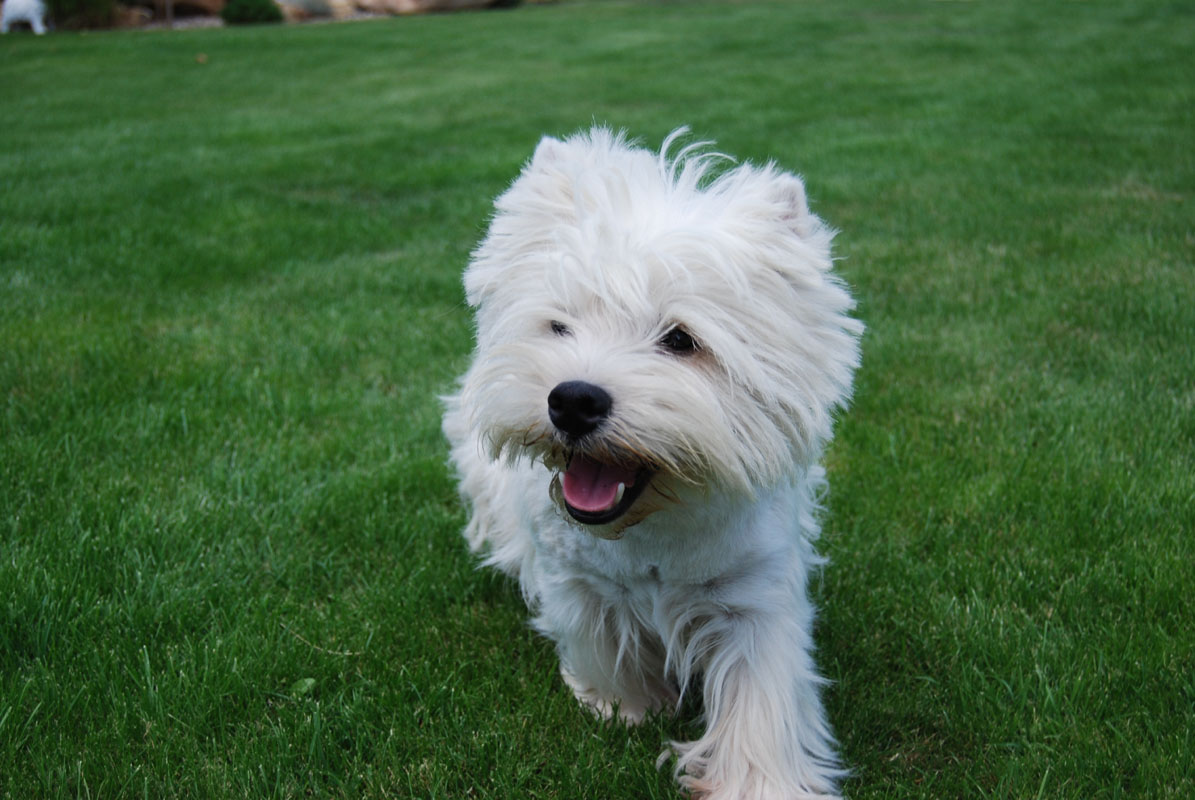
West Highland White Terrier

Westie este un câine de talie mică, proporțional, mai mult înalt decât lung, musculos. Capul este lat în comparație cu lungimea, cu stop pronunțat, acoperit de un păr moale și un nas mare, negru.
Ochii acestui cățel sunt de mărime medie, rotunzi, de culoare închisă și cu sprâncene stufoase. Urechile sunt mici, ascuțite și ridicate. Coada este scurtă de 12–15 cm, ascuțită la vârf și purtată drept, vertical.
Blana este dublă, cu stratul exterior format din păr aspru, drept, lung, de aproximativ 5 cm. Blana are un aspect zburlit pe față, bot dând capului un aspect mare și rotund. Sunt de un alb imaculat.

## Comportament și personalitate
Câinele Westie se înțelege bine cu oamenii și copiii mai mari. De asemenea, este destul de prietenos cu străinii. Rareori se va lupta cu alți câini, însă iubește să prindă animalele mai mici doar pentru a se amuza.
Acest câine mic, Westie, are nevoie de multă mișcare și jocuri interactive. Iubește să fie complet implicat în toate activitățile casei. Este un câine curios care iubește să se bage peste tot, în dulapuri, camere și va sta la fereastră să vadă ce fac vecinii !
Westie este un excelent câine de pază și va lătra la cel mai mic zgomot. După ce îți va lătra invitații suficient, va deveni prietenul lor și va da politicos din coadă, urmând să plece la treaba sa.
Încă mai posedă un puternic instinct de a prinde rozătoare și dacă locuiești într-o suburbie sau la țară, fii sigur că Westie va avea grijă să elimine toți dăunătorii. Fii atent ! Are tendința de a-ți prezenta prada ca pe un cadou. 

## Îngrijire și hrană

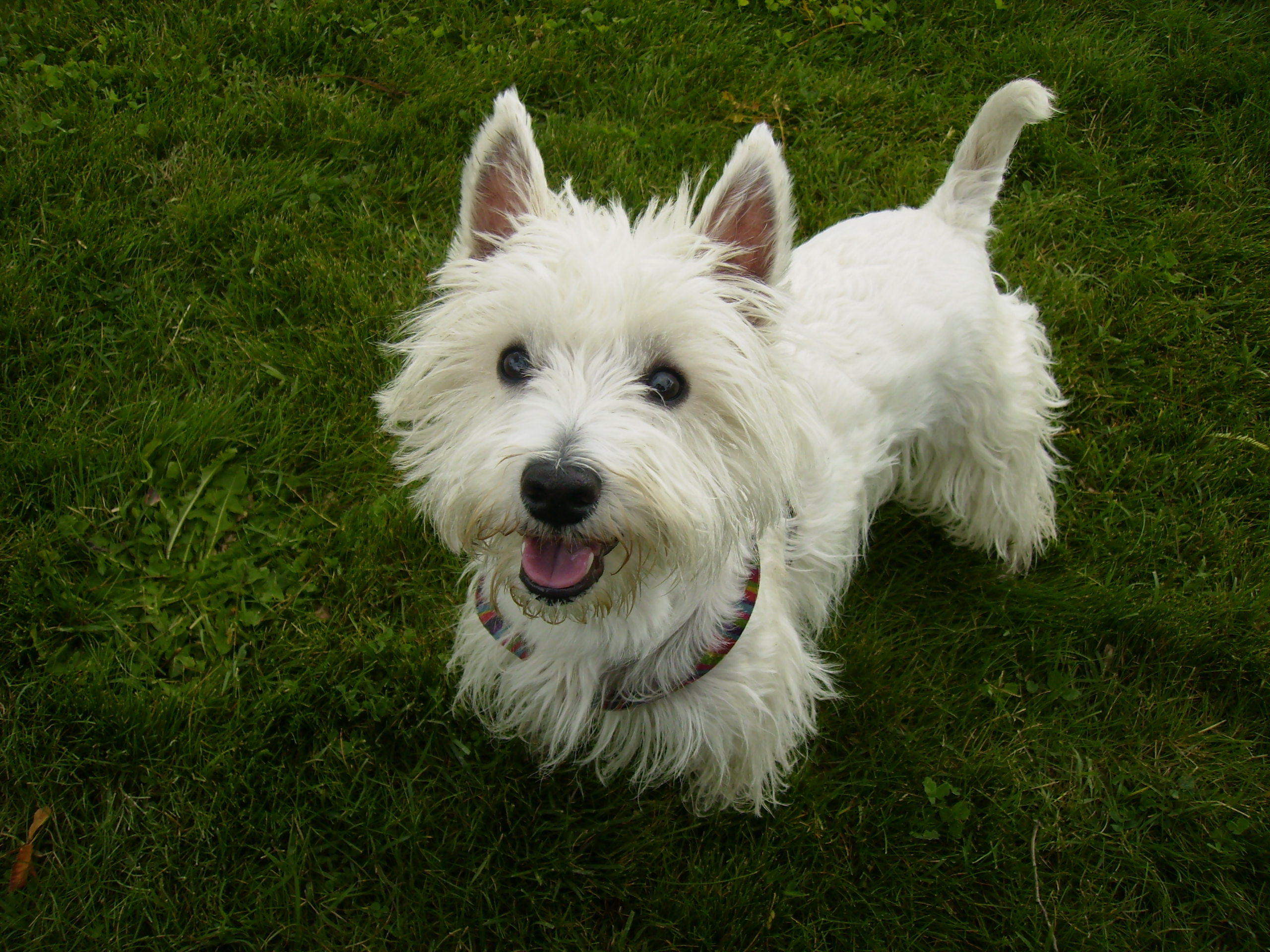
Un West Highland White Terrier adult

Câinele Westie are nevoie de o hrană plină de proteine ca puiul sau mielul. Are nevoie și de carbohidrați și pot fi asigurați de cereale și cartofi. Carnea de vită sau de cal nu este recomandată în cazul rasei Westie.
Această rasă are nevoie de periere regulată și spălare atunci când este cazul. Este nevoie ca blana sa să fie  scurtată la fiecare 3 luni și tunsă complet la fiecare 6 luni. Blana lor este tare deci nu trebuie să li se facă baie prea des. Când câinele se murdărește cel mai bine este să lăsați noroiul să se usuce pe ei și să-l îndepărtați apoi prin periere. Blana trebuie să fie smulsă cu mâna de două-trei ori pe an de un frizer canin specializat. O îngrijire săptămânală este tot ceea ce trebuie pentru a scăpa de părul care atârnă inert. Plimbările zilnice sunt necesare pentru a asigura rasei Westie mișcarea de care are nevoie. Dacă există o zonă sigură, împrejmuită, este bine să-l lași să se joace fără a-l ține în lesă.

## Sănătate și puncte vulnerabile
Pregătește-te să te bucuri de câinele Westie 12-14 ani !
Cele mai comune probleme de sănătate ale câinelui Westie sunt afecțiunile pielii, hernia, probleme ale ficatului, displazia de șold sau genunchi. Alte probleme de sănătate ce pot apărea la această rasă sunt : toxicitatea cuprică, leucodistrofia cu celule globoide, fibroză pulmonară, surditate congenitală, ochi uscați, ulcer corneal, cataractă.
Este important să fii atent la orice semn de boală pentru a-l duce la medicul veterinar într-un timp util.

## Dresaj
Câinele Westie este destul de încăpățânat și inteligent și nu îi place să i se spună ce să facă. Mereu se apropie de lucruri cu o curiozitate. Fii pregătit cu multe recompense pentru a-ți motiva micul prieten și păstrează sesiunile scurte deoarece este ușor de distras. Evită comportamentul agresiv și dur față de câinele Westie pentru că poți fi mușcat dacă se simte amenințat și odată ce și-a pierdut încrederea în tine nu o vei mai recăpăta niciodată.
Socializarea trebuie să înceapă din primele zile de viață ale câinelui Westie și să fie cât mai frecventă. În caz contrar, Westie va deveni un câine agresiv. Acesta este în mod natural suspicios cu străinii însă nu și cu oamenii pe care îi cunoaște. 

## Reproducere

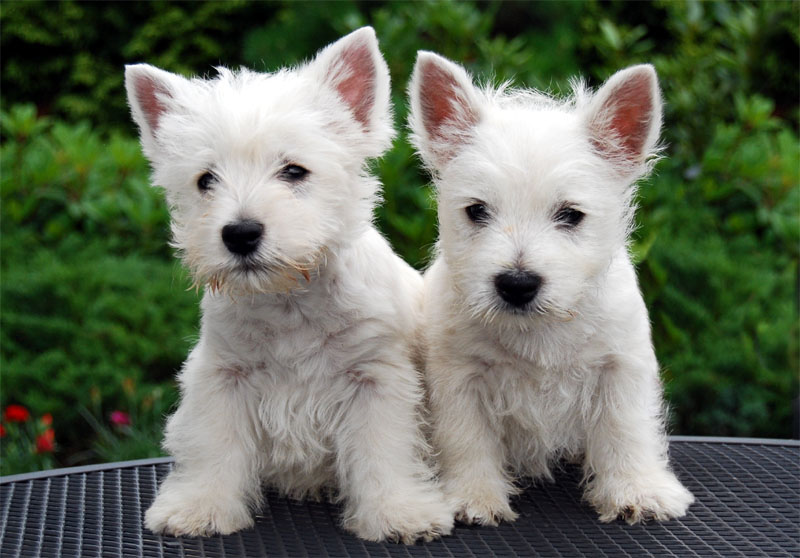
Pui de westie

Câinele Westie este predispus la câteva probleme de sănătate de aceea este bine să verifici acest aspect înainte de montă. Standardul rasei spune că blana câinelui trebuie să fie complet albă și este un lucru pe care trebuie să-l verifici, de asemenea.

## Condiții de viață
Câinele Westie se adaptează la o mulțime de condiții de viață. Poate sta foarte bine într-un apartament sau la țară. Este suficient de independent pentru a putea fi lăsat singur o perioadă mai lungă de timp.